# اوردو تونس
اوردو تونس (انگلیسی: Ooredoo Tunisia) شرکت مخابرات تونسی است، که در سال ۲۰۰۲ توسط شرکت اوریدو تأسیس شد.